# Heterogramma nisosalis
Heterogramma nisosalis är en fjärilsart som beskrevs av Walker 1858. Heterogramma nisosalis ingår i släktet Heterogramma och familjen nattflyn. Inga underarter finns listade i Catalogue of Life.